# Arboretum Wojsławice

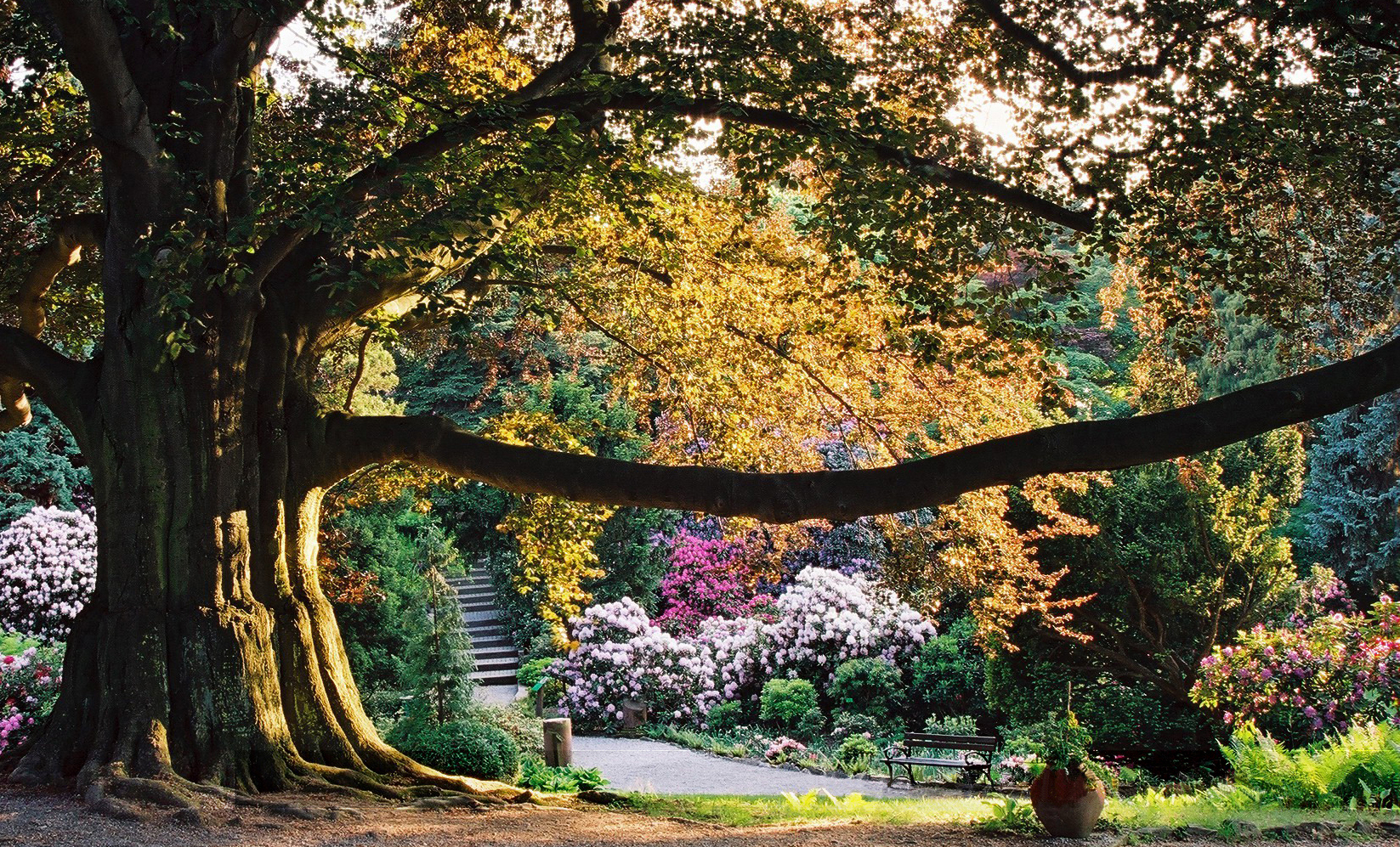
Blutbuche

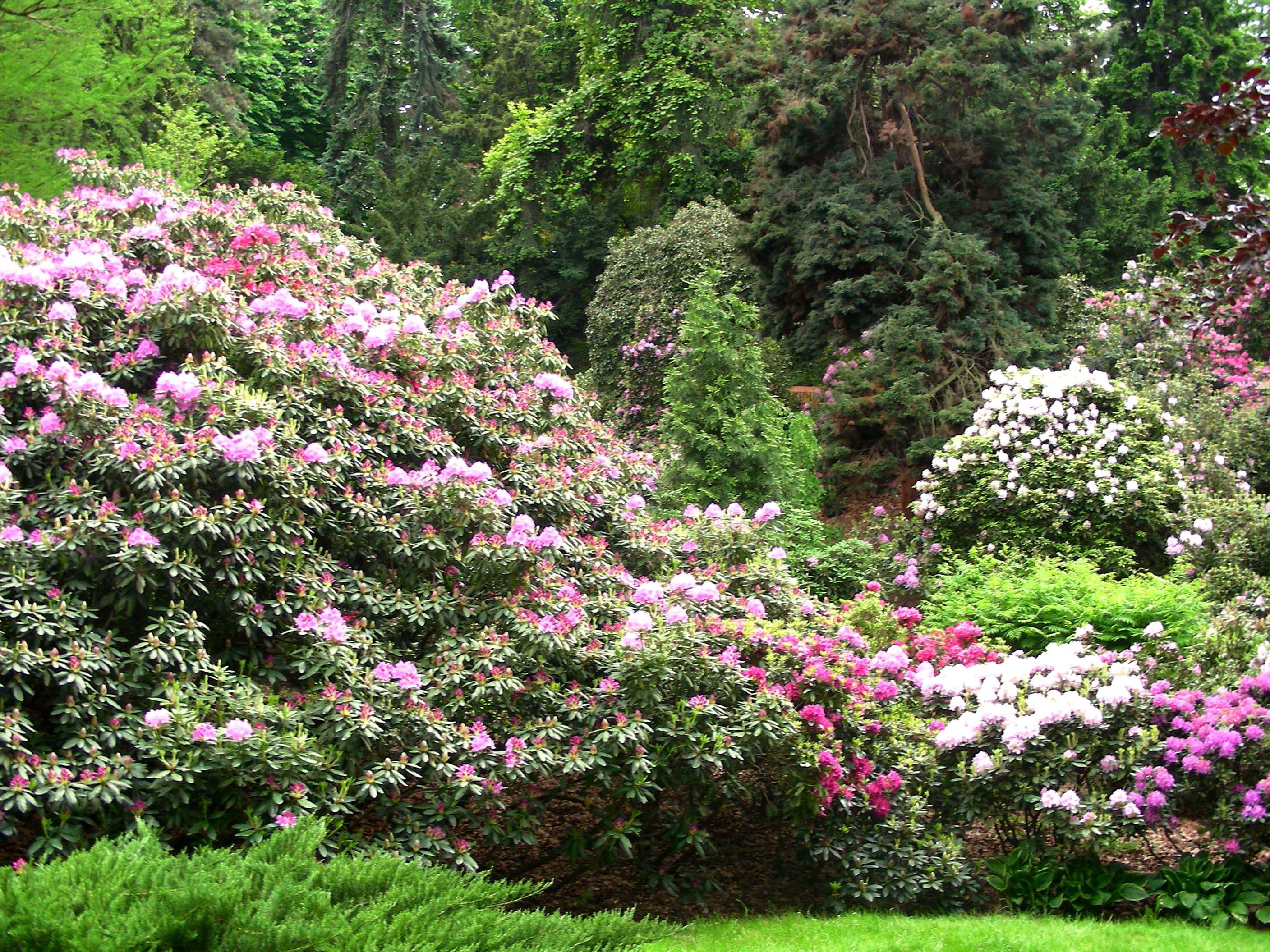
Rhododendronsammlung

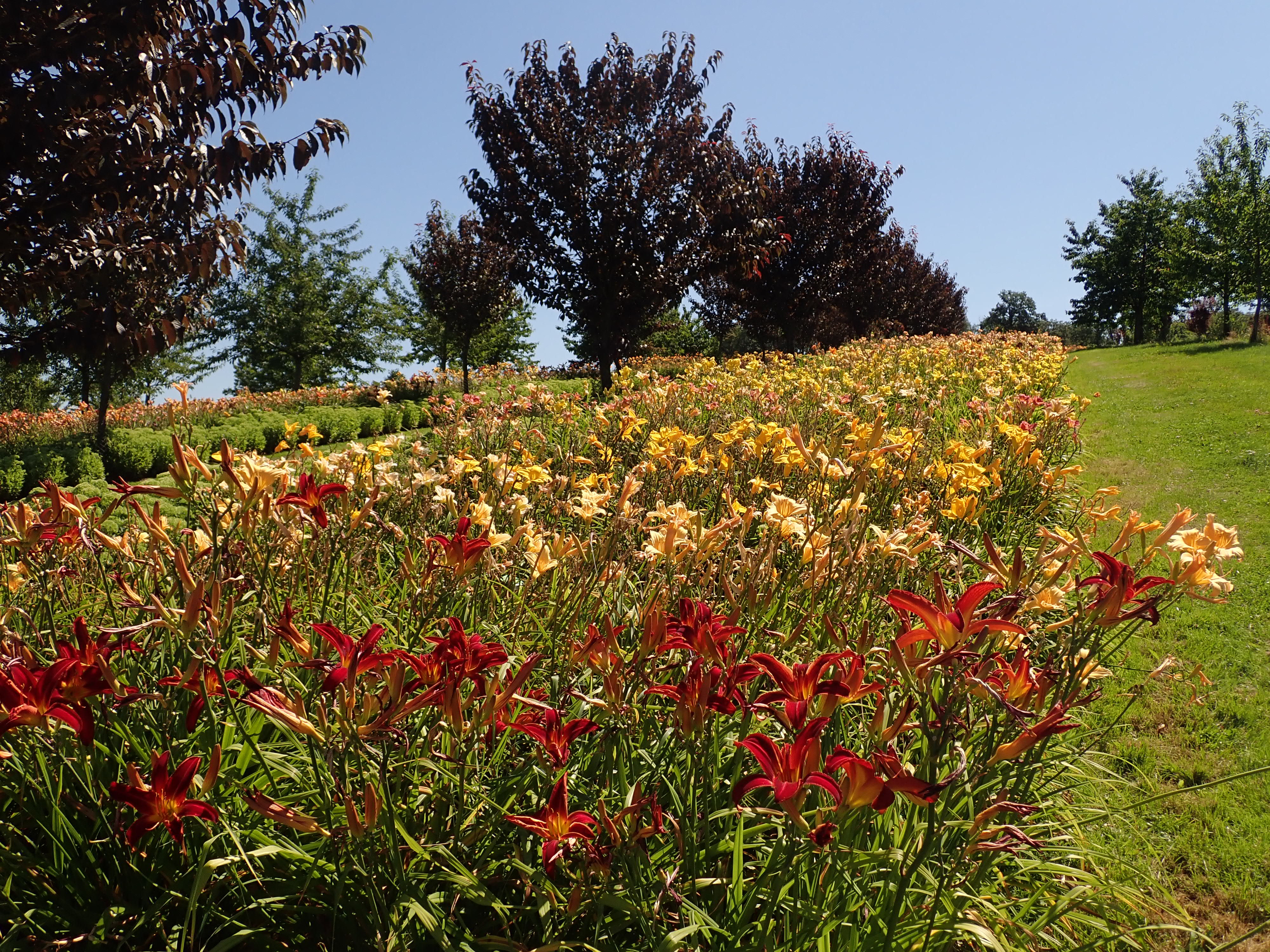
Tagliliensammlung

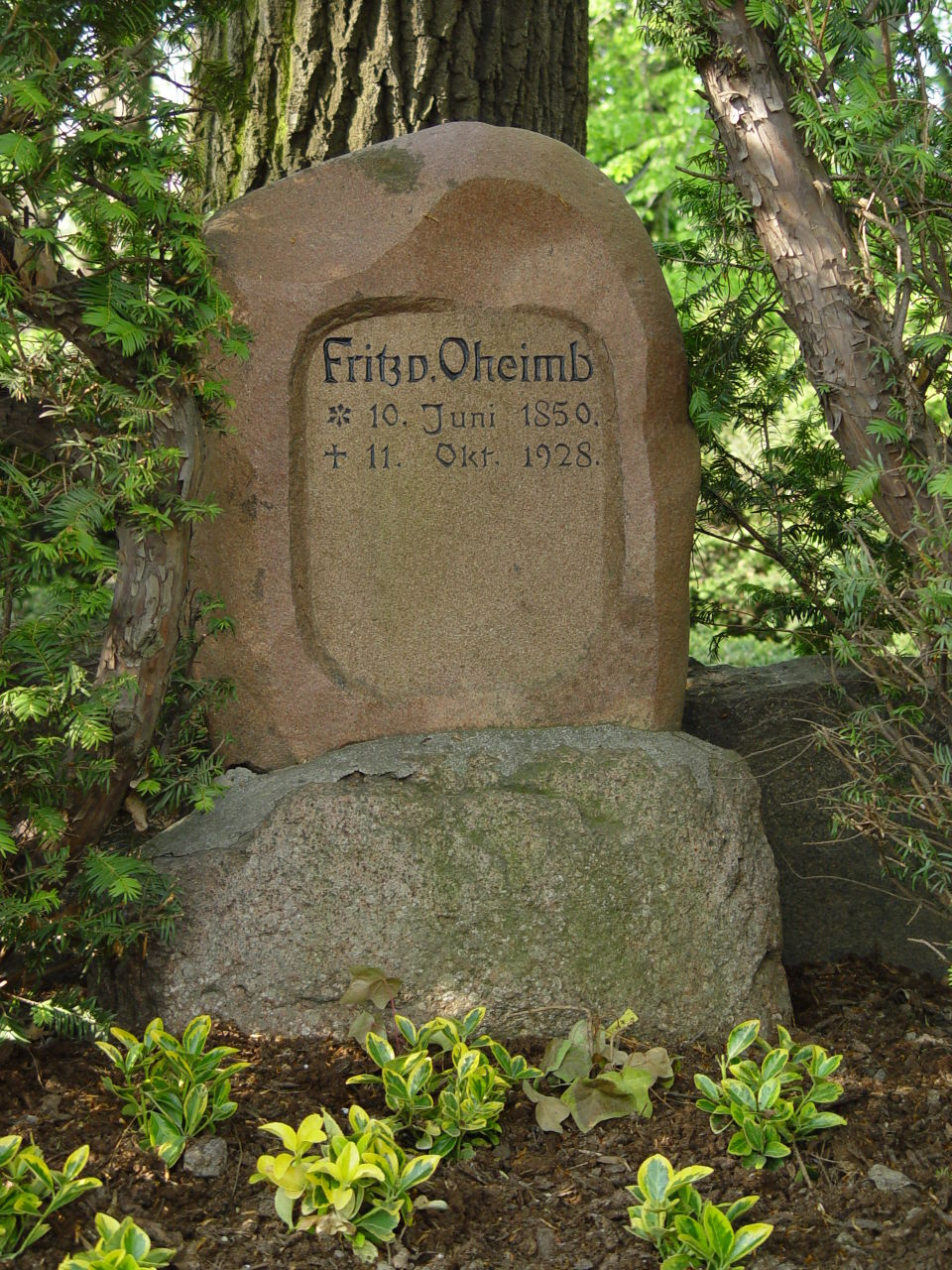
Grabstein von Oheimbs

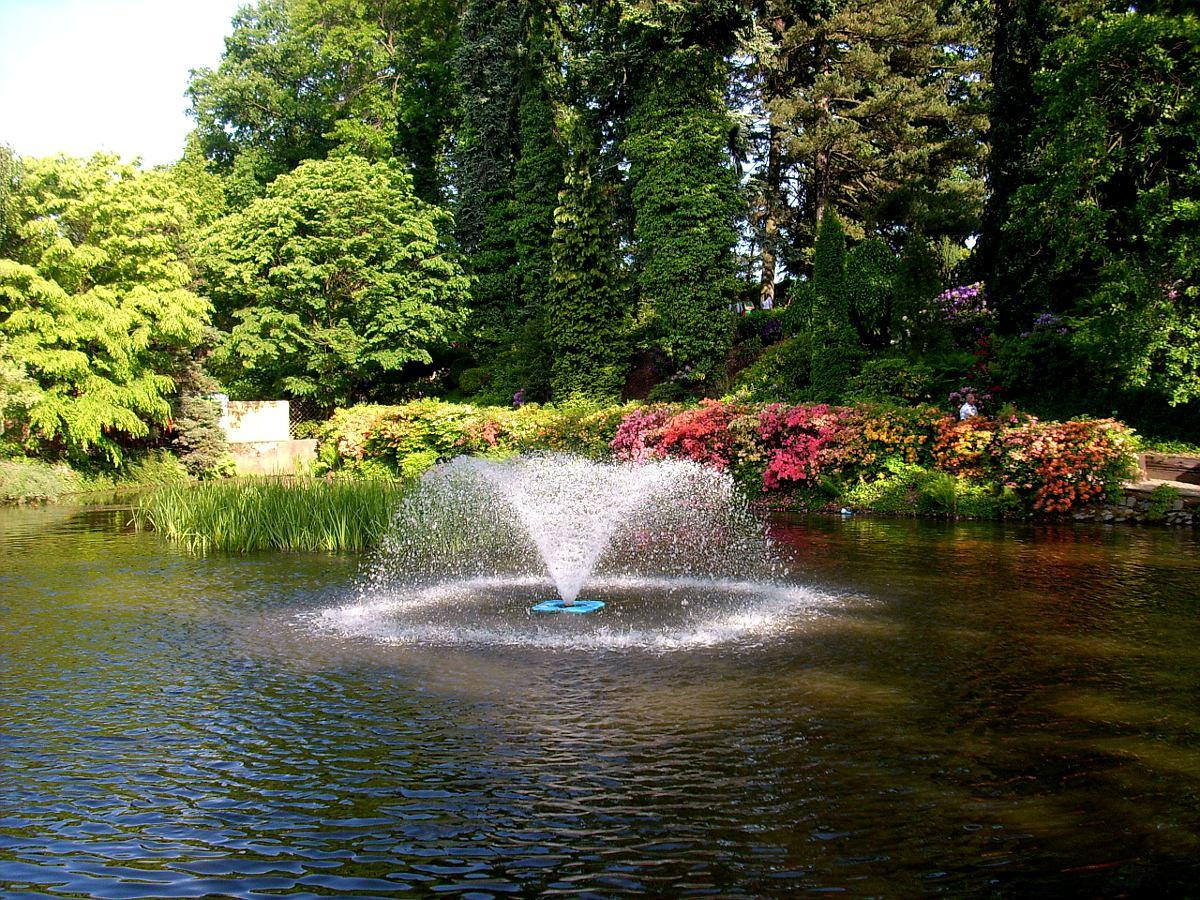
Teich

Das Arboretum Wojsławice (deutsch: Woislowitz) in der niederschlesischen Stadt Niemcza (Nimptsch) ist seit 1988 eine Außenstelle des Botanischen Gartens in Breslau. Es entstand auf dem Gelände des früheren Schlossparks von Woislowitz und war früher in privatem Besitz. 
Bei dem Arboretum handelt es sich nicht um eine reine Baumsammlung, ferner findet man auch Sammlungen von Sträuchern, Stauden und Zierpflanzen.

## Geschichte
Anfang des 19. Jahrhunderts legten die Schlossbesitzer von Woislowitz einen Schlosspark an, in dem auch exotische Bäume gepflanzt wurden. 1880 übernahm die Familie von Oheimb das Gut. Fritz von Oheimb gestaltete den Park umfangreich um und legte eine besondere Pflanzensammlung an und begründete eine Strauch- und Staudenzucht, die als Woislowitzer Staudenkulturen bekannt wurden. Dazu zählte die Anlage einer Rhododendronsammlung. 1890 schenkte von Oheimb dem Botanischen Garten Breslau eine Kollektion seiner Rhododendronsammlung. 1906 wurde auch eine Rhododendronsorte nach ihm ‚Von Oheimb Woislowitz‘ benannt. 1920 bestand die Sammlung u. a. aus 4000 Rhododendren aus 300 Sorten und 500 Pfingstrosen. 1928 verstarb Fritz von Oheimb mit 78 Jahren und sein Sohn Arno von Oheimb übernahm seine Arbeit. Fritz von Oheimb wurde in seinem Garten bestattet, ein Gedenkstein erinnert noch heute an seine Grabstelle.
1946 wurde die Familie von Oheimb vertrieben und ihr Grundstück durch den polnischen Staat konfisziert und es wurde dort ein PGR eingerichtet. Aus dem ehemaligen Schlosspark wurde ein botanischer Garten. 1958 wurde der Park dem Stadtrat von Niemcza (Nimptsch) übergeben. 1977 wurde dem Park durch die Polnische Kommission für Botanische Gärten und Arboreten der Status eines Arboretums verliehen. 1983 wurde der gesamte Park (etwa fünf Hektar) in das Verzeichnis der Kulturgüter aufgenommen. 1988 kam es in den Besitz des Botanischen Gartens in Breslau. 1990 wurde das Arboretum um fünf Hektar erweitert. 2005 wurde das Arboretum um 54 Hektar vergrößert sowie der Gutshof mit einbezogen. Die Teiche wurden wiederhergestellt. 2017 wurde neben der Anlage das GEOretum angelegt, das aus einer Sammlung von Gesteinen und Mineralien aus Niederschlesien besteht.

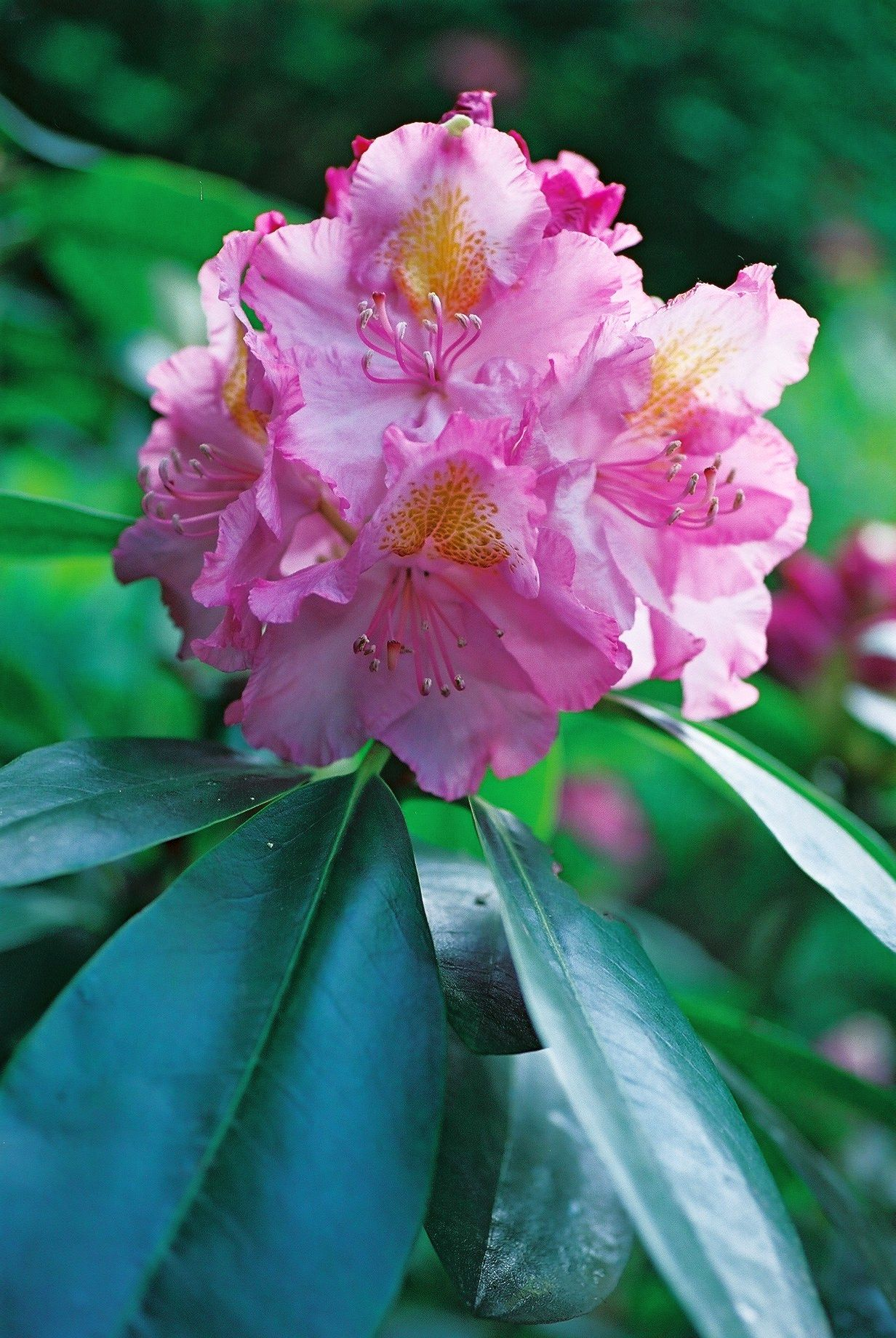
Rhododendron ‚Von Oheimb Woislowitz‘

## Sammlung
2021 besaß das Arboretum über 8000 Pflanzenarten.
Neben einer großen Sammlung aus Rhododendren gibt es eine Buchsbaumsammlung (Buxus) und eine Tagliliensammlung (Hemerocallis). Zudem findet man Schwertlilien, Pfingstrosen, Jasmin, Essig-Rosen und Anemonen. Zu den größten Sammlungen zählen u. a.: Hortensien (Hydrangea), Magnolien (Magnolia), Ginkgo (Ginkgo), Flieder (Syringa), Prachtspiere (Astilbe), Ziergräser, Chinaschilf (Miscanthus), Farne, Purpurglöckchen (Heuchera), Sonnenhüte (Echinacea), Funkien (Hosta), Ahornbäume (Acer), Birnenbäume (Pyrus), Kirschbäume, Lorbeerkirsche, Vogelkirsche, Mandelbäume, Zierkirschen und Ziermandeln (Prunus), Apfelbäume (Malus) und Hartriegel (Cornus).